# Mauria trichothyrsa
Mauria trichothyrsa là một loài thực vật thuộc họ Anacardiaceae. Đây là loài đặc hữu của Peru.